# NGC 3221
NGC 3221 este o galaxie spirală situată în constelația Leul. A fost descoperită în 1 ianuarie 1862 de către Heinrich Louis d'Arrest.